# Amoroso-Robinson-Relation
Die Amoroso-Robinson-Relation (nach Luigi Amoroso und Joan Robinson) beschreibt in der Mikroökonomie eine Beziehung zwischen dem Grenzerlös eines Gutes und seiner Preiselastizität.

## Definition
Sei durch {\displaystyle E(x_{i})=p(x_{i})\cdot x_{i}} der Erlös gegeben, den ein Monopolist durch Verkauf von {\displaystyle x_{i}} Einheiten eines Gutes i erzielen kann. Dabei ist {\displaystyle p(x_{i})} die Preis-Absatz-Funktion, die für eine gegebene Gütermenge angibt, welcher Preis dafür sorgt, dass die Konsumenten auch genau diese Menge nachfragen. Bei ihr handelt es sich um die Umkehrfunktion (Inverse) der Nachfragefunktion. Sei weiter {\displaystyle \epsilon _{i,p}\equiv D_{i}'(p)\cdot (p/x_{i})} die Preiselastizität der Nachfrage für Gut i bei einem Güterpreis in Höhe von p. Die nachstehende Amoroso-Robinson-Relation beschreibt die Beziehung zwischen Grenzerlös und Preiselastizität aus Sicht eines monopolistischen Anbieters:
{\displaystyle E'(x_{i})=p(x_{i})\cdot \left(1+{\frac {1}{\epsilon _{i,p}}}\right)}
Weil ein gewinnmaximierender Monopolist die Menge so wählt, dass Grenzerlös und Grenzkosten übereinstimmen, also {\displaystyle E'(x_{i})=K'(x_{i})} gilt, stimmt auch die rechte Seite dieser Gleichung im Gewinnmaximum mit den Grenzkosten überein; diese Übereinstimmung wird in der Literatur ebenfalls als Amoroso-Robinson-Relation bezeichnet. Die vorstehende Gleichung gilt jedoch ganz allgemein und unabhängig davon, ob der Monopolist die gewinnmaximierende Menge gewählt hat.
Unterstellt man eine negative Preiselastizität, kann die Amoroso-Robinson-Relation auch unter Verwendung des Absolutbetrags in der Form {\displaystyle E'(x_{i})=p(x_{i})\cdot \left(1-1/\left|\epsilon _{i,p}\right|\right)} geschrieben werden.

## Bedeutung
Der Amoroso-Robinson-Relation kann man Folgendes entnehmen:
- Der Grenzerlös stimmt mit dem Preis überein, wenn die direkte Preiselastizität der Nachfrage  infolge vollkommener Konkurrenz gegen Unendlich geht (horizontale Preis-Absatz-Funktion), also für {\displaystyle \epsilon _{i,p}\rightarrow \infty }.
- Der Grenzerlös ist kleiner als der Preis, wenn die Nachfrage nicht vollkommen elastisch ist (negativ geneigte Preis-Absatz-Funktion).
- Der Grenzerlös ist bei unelastischer Nachfrage negativ.

Darüber hinaus ist die Amoroso-Robinson-Relation wichtig für die Ableitung des Monopolgrades (vgl. Lerner-Index).

## Herleitung
Ausgangspunkt ist die Erlösfunktion, {\displaystyle E(x_{i})=p(x_{i})\cdot x_{i}}. Man beachte, dass der Preis hierbei nicht notwendig eine Konstante ist, wie dies im vollkommenen Wettbewerb zwingend der Fall wäre, sondern seinerseits von der Outputmenge abhängen kann. Der Grenzerlös beträgt entsprechend {\displaystyle E'(x_{i})=p(x_{i})+p'(x_{i})\cdot x_{i}}. Ausklammern von {\displaystyle p(x_{i})} führt dann zu:
{\displaystyle E'(x_{i})=p(x_{i})\cdot \left(1+{\frac {p'(x_{i})\cdot x_{i}}{p(x_{i})}}\right)}
Der zweite Summand im Klammerausdruck lautet (in Leibniz-Schreibweise) {\displaystyle (\mathrm {d} p/\mathrm {d} x_{i})\cdot (x_{i}/p)} bzw., unter Berücksichtigung der Tatsache, dass sich die Menge gemäß der Nachfragefunktion bildet, {\displaystyle (\mathrm {d} p/\mathrm {d} D_{i})\cdot (D_{i}/p)}. Die Preiselastizität der Nachfrage {\displaystyle \epsilon _{i,p}} ist wiederum in ebendieser Schreibweise durch {\displaystyle (\mathrm {d} D_{i}/\mathrm {d} p)\cdot (p/D_{i})} gegeben. Wie bereits dargelegt, sind schließlich {\displaystyle p(x_{i})} und {\displaystyle D_{i}(p)} Umkehrfunktionen.